# Weser-Geest-Kaserne
Die Weser-Geest-Kaserne (bis 1991 Kaserne Neuenkirchen, auch Artilleriekaserne genannt) war eine Liegenschaft der Bundeswehr in Schwanewede. In der Kaserne war das Panzerartilleriebataillon 325 (ab 2001: Panzerartillerielehrbataillon 325) stationiert.

## Lage
Die Kaserne lag zwischen Schwanewede und dessen Ortsteil Neuenkirchen (1974 eingemeindet) südlich der Landesstraße 149. Zwei Kilometer östlich lag die größere Lützow-Kaserne, südlich der Standortübungsplatz Schwanewede, das Tanklager Farge und die Landesgrenze zu Bremen sowie westlich in dreieinhalb Kilometern Entfernung die Weser.
Die 23 Hektar umfassende Kaserne verfügte über mehrere Unterkunftsgebäude, ein Wirtschaftsgebäude, einen Sportplatz und eine Sporthalle, einen Technischen Bereich und einen eigenen Gleisanschluss mit Verladerampe.

## Geschichte

### Nutzung des Geländes durch den NS-Staat
Für den Bau des Marine-Öllagers Farge zur Versorgung der deutschen Kriegsmarine ließ der NS-Staat durch die Organisation Todt ab 1938 das Marinegemeinschaftslager II bei Neuenkirchen errichten, um hier bis zu 500 Arbeiter unterzubringen. Anfang 1939 wurde das Lager bezogen. Es sollten insgesamt 86 Treibstoffbunker mit einer Gesamtkapazität von 1.550.000 Kubikmetern entstehen. Doch die Verlagerung der U-Boote und Kriegsschiffe durch den Zweiten Weltkrieg in besetzte europäische Länder wie Frankreich machte den Weiterbau der Anlage nicht mehr notwendig. Am 3. Juli 1941 wurde ein Baustopp verhängt, lediglich einige Arbeiten wurden noch abgeschlossen.
Zwischen Oktober 1940 und Juli 1943 wurden vier Baracken des Lagers abgegrenzt und durch die Gestapo als Arbeitserziehungslager Farge genutzt. Die steigende Zahl an Inhaftierten führte jedoch zur Verlegung der Einrichtung in ein größeres Lager in der Nähe des Marine-Öllagers.
Der 1943 beginnende Bau des U-Boot-Bunker Valentin in Bremen-Farge führte zur weiteren Belegung des Lagers mit Arbeitern und Baufirmen, wobei im Umfeld weitere Unterkünfte für Kriegsgefangene, Häftlinge und Zwangsarbeiter geschaffen wurden.

### Nutzung 1945–1961
Nach der Befreiung durch alliierte Truppen wurden ab 16. Mai 1945 zunächst durch britische, später durch amerikanische Truppen im Marine-Hospital Farge, das in den letzten Kriegstagen durch den NS-Staat noch eingerichtet worden war, überlebende Zwangsarbeiter, Kriegsgefangene und KZ-Häftlinge in das Lager gebracht und versorgt. Doch oftmals kam die Hilfe zu spät. Nördlich des Hospitals (53° 13′ 37″ N, 8° 32′ 49″ O) entstand ein Friedhof, auf dem die im Krankenhaus Verstorbenen beigesetzt wurden.
Der Landkreis Osterholz übernahm ab 1. Mai 1946 die Einrichtung von der US-Army, führte sie unter dem Namen Hospital Neuenkirchen fort und suchte einen neuen Träger. Ab 1. Februar 1947 wurde in den 22 Steinbaracken des Lagers das Evangelische Hospital Neuenkirchen durch eine diakonische Einrichtung aus Hannover, dem Birkenhof, betrieben, das Kreiskrankenhaus mit Abteilungen für chronisch Kranke und Geschlechtskrankheiten sowie ein Seniorenheim für bis zu 700 Menschen umfassen sollte. Im April 1949 waren 270 Krankenhausbetten, 403 Plätze im Altenheim und 36 Betten im Kinderheim belegt. Bis zum Frühjahr 1960 erhielten hier 20.900 Menschen Unterstützung. 1961 wurde das Lager für die Bundeswehr geräumt.

### Bundeswehr
Schwanewede wurde 1958 Garnison. 1962 übernahm die Bundeswehr das Barackenlager und baute es zu einer Kasernenanlage zur Entlastung der Lützow-Kaserne am gleichen Standort aus, die 1982 übergeben wurde. Einige Unterkunfts- und Lehrsaalgebäude sowie die Sporthalle entstanden jedoch erst 1986 bis 1988. Zwei Lagerhallen datierten auf 1983 und 1988. Das Wirtschaftsgebäude und die Heizzentrale kamen 1990 hinzu. Das Sanitätszentrum war hingegen bereits 1967 errichtet worden. Vom ehemaligen Barackenlager blieben lediglich im Eingangsbereich und im Norden des Kasernengeländes einige wenige Gebäude übrig. Hauptnutzer war seit 1973 das Panzerartilleriebataillon 325. Dieser Verband war bis 1997 der ebenfalls in Schwanewede stationierten Panzergrenadierbrigade 32 unterstellt, wechselte dann zur Panzergrenadierbrigade 7, bevor er 2001 ein Lehrbataillon der Panzerlehrbrigade 9 wurde. Die Offiziere der Weser-Geest-Kaserne nutzten das 1967 erbaute Offizierskasino der Lützow-Kaserne mit, da hier keines vorhanden war.
1991 erfolgte die Umbenennung der Kaserne in Weser-Geest-Kaserne nach ihrer geografischen Lage in der Wesermünder Geest.
Folgende Stäbe, Verbände, Einheiten und Dienststellen der Bundeswehr waren in der Kaserne stationiert:
| Einheit                                           | Stationierung ab | Herkunft | Stationierung bis  | Verbleib |
| ------------------------------------------------- | ---------------- | --- | ------------------ | --- |
| 2./Versorgungsbataillon 326                       | 1962             | verlegt nach Aufstellung am 1. November 1959 in Delmenhorst, Caspari-Kaserne, und Zwischenstationierung ab 1. Juni 1960 nach Bremen, Lettow-Vorbeck-Kaserne | 30. September 1971 | umbenannt in 6./Sanitätsbataillon 11 und Verlegung an Standort Leer, Von-Lettow-Vorbeck-Kaserne |
| ABC-Abwehrzug 320                                 | 1. Juli 1964     | neu aufgestellt durch Ausgliederung aus der in Dörverden, Niedersachsen-Kaserne, stationierten ABC-Abwehrkompanie 11                                        | 16. Oktober 1966   | zur ABC-Abwehrkompanie 320 umgegliedert |
| ABC-Abwehrkompanie 320                            | 16. Oktober 1966 | aus ABC-Abwehrzug 320 neu aufgestellt | 1. Oktober 1972    | umbenannt in ABC-Abwehrkompanie 11 und verlegt nach Achim, Steuben-Kaserne, dort zum 31. März 1980 aufgelöst; umgegliedert zur Ausbildungskompanie Stabsdienst und Militärkraftfahrer 2/11                      |
| Ausbildungszentrum des Territorialheeres Nr. 26/1 | 1966             | neu aufgestellt |                    | umbenannt in Ausbildungszentrum des Territorialheeres Nr. 52/2 |
| Feldjägerausbildungskompanie 720                  | 1. Juli 1967     | neu aufgestellt | 1. November 1967   | verlegt nach Celle, Immelmann-Kaserne, dort am 1. Oktober 1979 in Ausbildungskompanie Stabsdienst und Militärkraftfahrer 802 umbenannt                                                                          |
| Panzerartilleriebataillon 325                     | 24. Mai 1973     | verlegt mit Ausnahme der 3. Batterie (später gekadert) nach Aufstellung am 1. Oktober 1971 in Schwanewede, Lützow-Kaserne aus Feldartilleriebataillon 325   | 1. Juli 2001       | in Panzerartillerielehrbataillon 325 umgegliedert und der Panzerlehrbrigade 9 unterstellt |
| Materialausstattung Sanitätsbereich 25/17         | 1. April 1984    | neu aufgestellt | 30. Juni 1997      | aufgelöst |
| Nachschubkompanie 320                             | 1987             | verlegt nach Aufstellung am 1. Oktober 1972 aus 4./Versorgungsbataillon 326 in Bremen, Lettow-Vorbeck-Kaserne                                               | 31. März 1994      | aufgelöst |
| Panzerartillerielehrbataillon 325                 | 1. Juli 2001     | aus Panzerartilleriebataillon 325 | Januar 2004        | verlegt nach Schwanewede, Lützow-Kaserne wegen bevorstehender Standortaufgabe; im April 2006 weiterverlegt nach Munster, Hindenburg-Kaserne, dort zum 1. Juli 2015 umgegliedert zum Artillerielehrbataillon 325 |

Außerdem waren bis 1972 ein Zug der Feldjägerkompanie 11 und von 1971 bis 1973 die Umschlagstaffel der Nachschubkompanie 320 (vorher 4./Versorgungsbataillon 326) in der Kaserne untergebracht.
Mit dem Umzug des Panzerartillerielehrbataillons 325 in die nahegelegene Lützow-Kaserne 2004 wurde die Kasernenanlage frei.

## Konversion

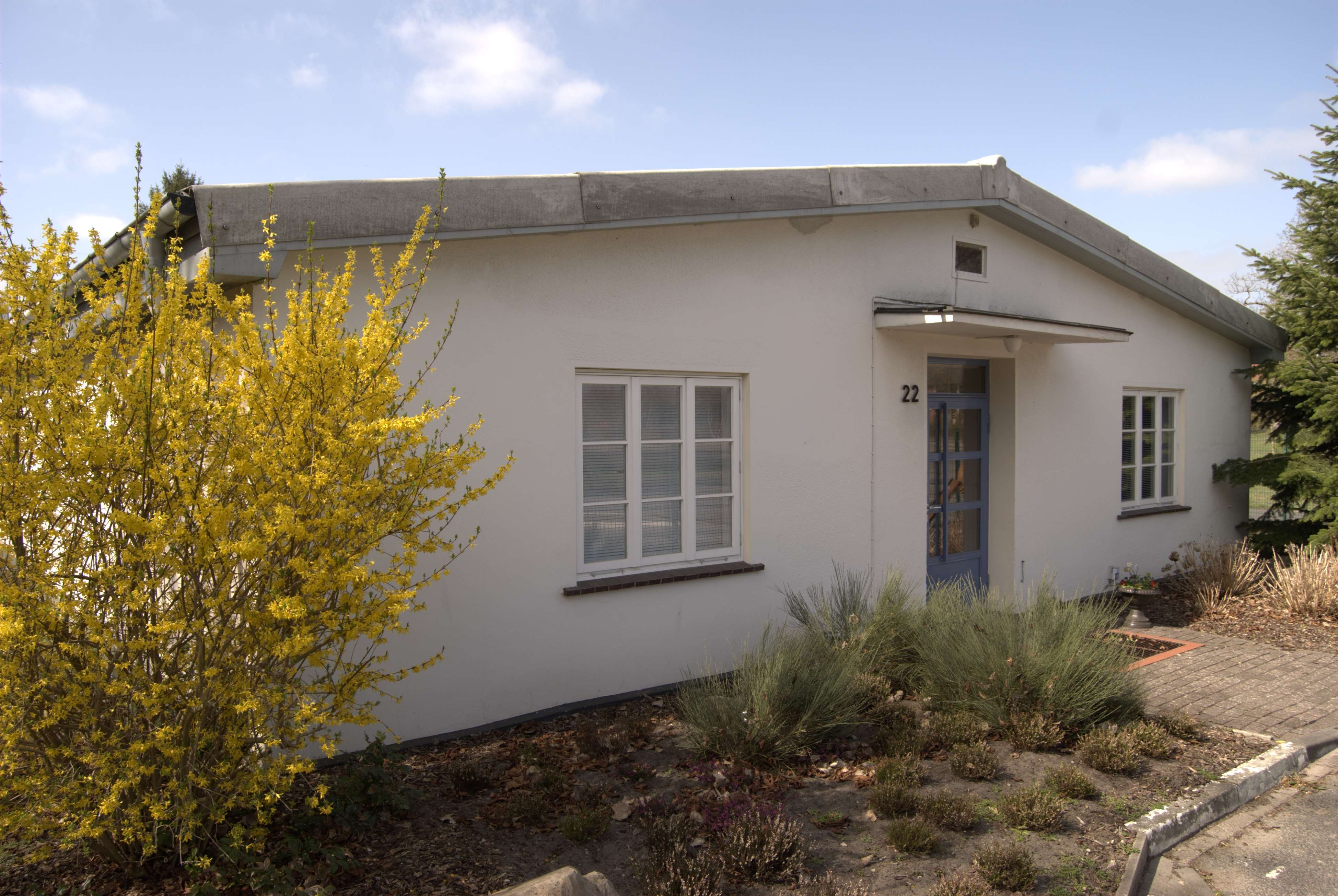
Gedenkstätte Baracke Wilhelmine

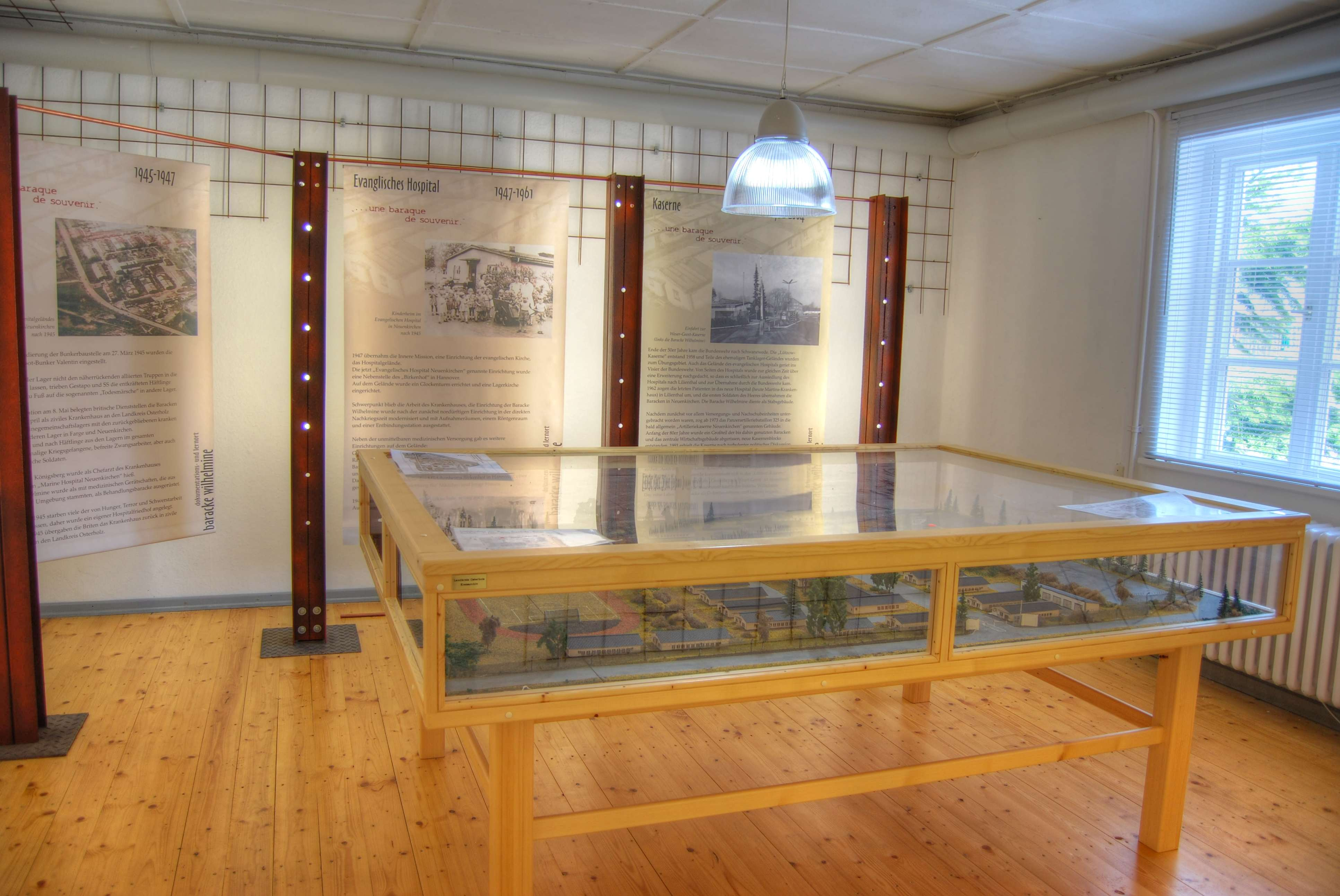
Ausstellungsraum Baracke Wilhelmine

Bereits im Dezember 2001 beauftragte die Gemeinde Schwanewede ein Planungsbüro und das Niedersächsische Institut für Wirtschaftsforschung mit der Erstellung einer Konversionsplanung. Begleitet wurde der Prozess von einer Lenkungsgruppe mit Vertretern der Gemeinde, der Bundeswehr und der Bundesanstalt für Immobilienaufgaben. Mitte 2002 fanden zwei Workshops mit 30 ausgewählten Vertretern aus Wirtschaft sowie Wohnen, Freizeit und Tourismus statt. Im November 2002 konnte ein Konversionskonzept vorgelegt werden. Eine Nachnutzung für Wohnen oder Bildung wurde kritisch gesehen. Empfohlen wurden die Bereiche Wirtschaft sowie Freizeit/Tourismus/Sport. Eine städtebauliche Entwicklungsvariante sah die Schaffung eines Sportleistungszentrums als homogene Lösung für die gesamte Kaserne vor. Die zweite Variante umfasste drei Funktionsräume, wonach im Westen Sporteinrichtungen, im zentralen Gebiet Dienstleistungsunternehmen und im ehemaligen technischen Bereich Gewerbebetriebe angesiedelt werden sollten.
Kurz nach der Freigabe der Liegenschaft 2004 erwarb ein Unternehmer aus Schwanewede große Teile des Kasernenareals. Am 20. Dezember 2004 fasste der Gemeinderat von Schwanewede den Aufstellungsbeschluss für den Bebauungsplan Nr. 199 „Gewerbepark Weser-Geest-Kaserne“. Am 15. November 2008 erlangte die Satzung Rechtskraft. Demnach wurden im Ostteil der ehemaligen Kaserne drei Industriegebiete festgelegt. Im Westteil wurden die Sporthalle, ein Sportlerheim bzw. ein Sport- und Tagungszentrum sowie eine Sportplatzfläche vorgesehen. Im Zentralbereich finden sich Gewerbegebiete, teilweise mit Nutzungseinschränkungen. Im Norden ist ein Regenrückhaltebecken und eine private Grünfläche festgesetzt. Südlich der Straße „An der Kaserne“ schreibt der Plan eine eingeschränkte Gewerbefläche, einen Parkplatz und eine Gemeinbedarfsfläche Sport und Spiel vor.
Daraufhin wurden durch den Investor der „Gewerbepark Weser-Geest“ mit überwiegend Metall- und Baubetrieben entwickelt. Auf dem ehemaligen Kasernengelände befindet sich zudem seit 2005 die Gedenkstätte Baracke Wilhelmine. Die Sportanlagen werden durch Vereine genutzt.